# Priocnemis
Priocnemis is een geslacht van vliesvleugelige insecten van de familie spinnendoders (Pompilidae).

## Soorten
- P. abdominalis Dahlbom, 1845
- P. agilis - rode zaagpootspinnendoder (Shuckard, 1837)
- P. baltica Bluthgen, 1944
- P. bellieri Sichel, 1860
- P. canarioparvula Wolf, 1993
- P. castillanica Wahis, 1992
- P. conjugata Wahis, 1992
- P. cordivalvata - gladde zaagpootspinnendoder Haupt, 1927
- P. coriacea - ruwe zaagpootspinnendoder Dahlbom, 1843
- P. costae Costa, 1887
- P. crassicapitis Moczar, 1944
- P. diversa Junco y Reyes, 1946
- P. enslini Haupt, 1927
- P. exaltata - boom-zaagspinnendoder (Fabricius, 1775)
- P. faillae De Stefani, 1886
- P. fallax Verhoeff, 1922
- P. fastigiata Haupt, 1934
- P. fennica - noordse zaagpootspinnendoder Haupt, 1927
- P. gracilis - slanke zaagpootspinnendoder Haupt, 1927
- P. hankoi Moczar, 1944
- P. helvipicta Wahis, 1992
- P. hyalinata - getande zaagpootspinnendoder (Fabricius, 1793)
- P. massaliensis Soyer, 1945
- P. melanosoma Kohl, 1880
- P. mesobrometi Wolf, 1961
- P. minuta - kleine zaagpootspinnendoder (Vander Linden, 1827)
- P. parvula - heide-zaagpootspinnendoder Dahlbom, 1845
- P. pellipleuris Wahis, 1998
- P. perplexa Costa, 1887
- P. perraudini Wolf, 1978
- P. perturbator - grote zaagpootspinnendoder (Harris, 1780)
- P. pillichi Priesner, 1960
- P. pogonioides Costa, 1883
- P. propinqua - vleugelvlek-zaagpootspinnendoder (Lepeletier, 1845)
- P. provencalis Wolf, 1962
- P. pumila Haupt, 1935
- P. pusilla - zwartkraag-zaagpootspinnendoder (Schioedte, 1837)
- P. rufozonata Costa, 1883
- P. rugosa Sustera, 1922
- P. schioedtei - roodkraag-zaagpootspinnendoder Haupt, 1927
- P. sulci Balthasar, 1943
- P. susterai - sustera's zaagpootspinnendoder Haupt, 1927
- P. teneriffennica Wolf, 1996
- P. vachali Ferton, 1897
- P. vulgaris - doornloze zaagpootspinnendoder (Dufour, 1841)
- P. wahisi Wolf, 1960
- P. wolfi Wahis, 1986